# Franz Beer
Pour les articles homonymes, voir Beer.

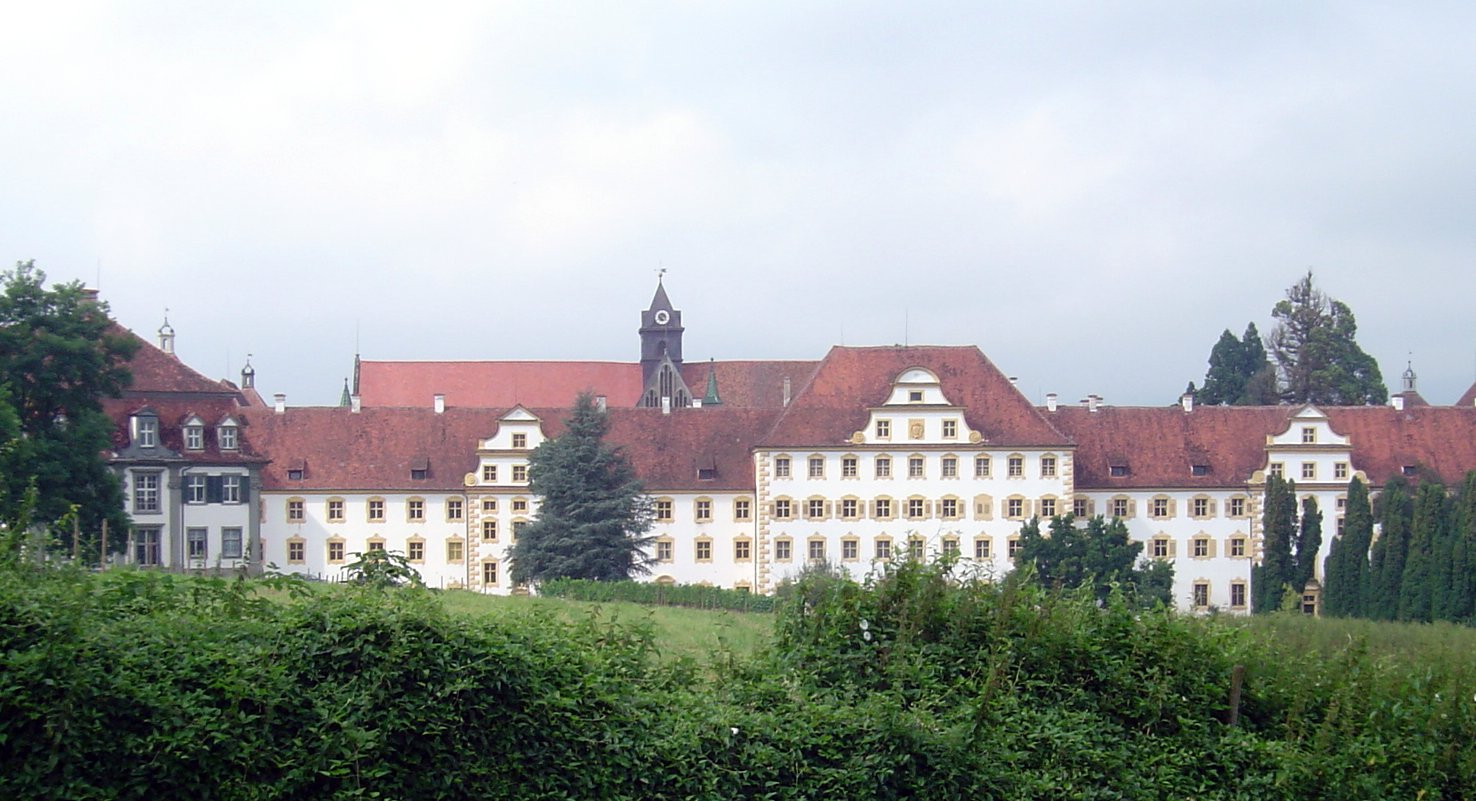
Le château (ancien monastère) de Salem vu du sud, et reconstruit entre 1697 et 1710 par Franz Beer.

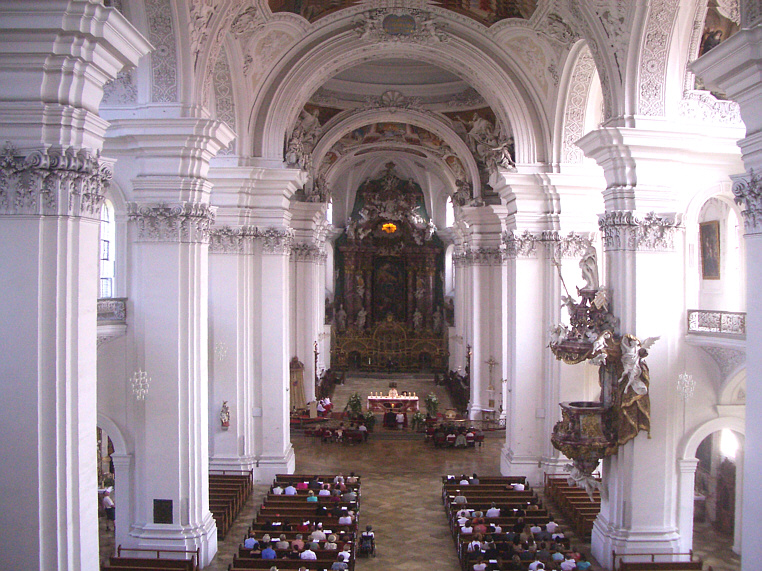
Nef centrale de la basilique de Weingarten.

Franz Beer, élevé par l'empereur à la noblesse le 31 janvier 1722 avec le titre de Franz Beer, gentilhomme von Bleichten (né le 1er avril 1660 à Au (Vorarlberg) ; † le 21 janvier 1726 à Bezau), est un architecte baroque et maître d'œuvre autrichien, surtout connu pour ses nombreuses réhabilitations d'abbayes en Allemagne méridionale et en Suisse.

## Biographie
Franz Beer fréquenta de 1677 à 1680 l’École des Beaux-Arts d'Au (de) (fondée par son propre père, Michael Beer (de)), sous la direction de l'architecte Michael Thumb (de). À partir de 1682, il collabora avec ce dernier aux chantiers d'Ellwangen-Schönenberg et Obermarchtal. Avec la mort de Michael Thumb (1680), il dut s'associer au fils de son maître, Christian Thumb (de), pour terminer l'abbaye d'Obermarchtal. Parmi les édifices religieux de Beer, on trouve les bâtiments conventuels de Kloster Holzen (de), de l'abbaye de Salem, de Zwiefalten, d'Irsee, divers projets pour l’abbaye de Weingarten (commencée en 1717), l'abbaye de Rheinau et celles de Bellelay, de Saint-Urbain et de Weissenau.
Ses multiples chantiers (essentiellement des monastères et des églises) constituent l’œuvre architecturale la plus variée et la plus étendue géographiquement de tous les bâtisseurs du Vorarlberg. Franz Beer se consacra particulièrement au modèle de l’« église à pilastres (de) », c'est-à-dire à contreforts intérieurs qu'il chercha à associer au concept de plan centré. Un trait caractéristique de ses réalisations est la façade à deux tours nettement écartées. Il fut en cela influencé par l’architecture locale de la forêt de Bregenz, les édifices de Johann Bernhard Fischer von Erlach à Salzbourg et l’architecture italienne.
Le sceau de Franz Beer est un ovale contenant deux ours tenant un disque entre leurs pattes. Il signait ses engagements de la mention « franz sans tz ».
Franz Beer devint citoyen d'honneur de la ville de Constance en 1705. Les diverses charges officielles que lui confia cette ville, ainsi que son anoblissement en 1722, témoignent de la haute estime de ses concitoyens,. Il avait acheté les alpages de Bleichten près de Mellau en 1717, et resta jusqu'à sa mort attaché à sa campagne d'adoption. Son fils, Johann Michael Beer (de), sera à son tour architecte.

## Principales réalisations
L’œuvre de Franz Beer von Bleichten se distingue difficilement de celle de son homonyme Franz Beer (1659 – 1729), lui aussi du pays d'Au et membre de l'Académie d’Au. On lui attribue cependant :
- Abbaye d'Obermarchtal près de Ehingen, de 1690 à 1701, en collaboration avec Christian Thumb
- Kloster Holzen (de), 1696-1704[4]
- Abbaye de Gengenbach, reconstruction des bâtiments conventuels et du clocher 1690–1722
- Abbaye de Salem, reconstruction des bâtiments conventuels (1697–1710) et de la chapelle de Stefansfeld (1710)
- Zwiefalten (1698-1706)[4]
- Klosterkirche Irsee près de Kaufbeuren, reconstruction de 1699–1704
- Abbaye de Rheinau dans le canton de Zurich, reconstruction de 1705–1711
- Abbaye de Bellelay dans le Jura bernois, reconstruction de l’église 1708–1714
- Abbaye Saint-Urbain dans le Canton de Lucerne, reconstruction de l’église 1711–1715
- Abbaye d'Hauterive dans le Canton de Fribourg, reconstruction à partir de 1715
- Abbaye de Weingarten, reconstruction de l’église 1715–1724
- Abbaye de Kaisheim près de Donauwörth, reconstruction à partir de 1716
- Abbaye de Weissenau près de Ravensbourg, reconstruction de la collégiale 1717–1723
- Le Couvent des dominicaines de Bad Wörishofen, 1719–1723

- Vieil Hôpital de l'Île de Berne, projets pour reconstruction, 1717[4]

La Chronique du Vorarlberg signale également :
- Abbaye de Zwiefalten dans l'arrondissement de Reutlingen
- Abbaye d'Oberschönenfeld à Gessertshausen près d'Augsburg

## Voir également
- Heinz Horat, « Beer, Franz » dans le Dictionnaire historique de la Suisse en ligne, version du 23 juillet 2009.

## Source de la traduction
- (de) Cet article est partiellement ou en totalité issu de l’article de Wikipédia en allemand intitulé « Franz Beer » (voir la liste des auteurs).